# جيمس بالوتا
جيمس بالوتا (بالإنجليزية: James Pallotta)‏ : هو رجل أعمال أمريكي من أصل إيطالي، ومالك نادي روما لكرة القدم، وهو مؤسس مجموعة رابتور، وهي شركة استثمارية خاصة.

## انظر ايضاً
- قائمة ملاك أندية كرة القدم الإيطالية